# Aleksiej Gurman
Aleksiej Gurman (ros. Алексей Гурман; ur. 14 sierpnia 1978 w obwodzie południowokazachstańskim) – kazachski skoczek do wody, olimpijczyk.
Uczestnik igrzysk olimpijskich w Sydney. Startował w skokach z wieży, w których zajął 31. miejsce w stawce 42 zawodników.